# Ariocarpus retusus
Ariocarpus retusus là một loài xương rồng đá được Scheidweiler miêu tả năm 1838. Chúng sống trên các loại đá vôi hoặc thạch cao ở độ cao lên đến 2400 m trên mực nước biển. Đây là loài thuộc nhóm ít quan tâm trong sách Đỏ